# هیرایاما گیوزو
هیرایاما گیوزو (به ژاپنی: 平山 行蔵, Hirayama Gyōzō); ۱ ژانویهٔ ۱۷۵۹ – ۱ ژانویهٔ ۱۸۲۸) شمشیرباز اهل ژاپن و نویسنده کتاب «گفتمان شمشیرها» بود.